# Retrat de Manuel Godoy
El Retrat de Manuel Godoy és ua pintura a l'oli del pintor espanyol Francisco de Goya, realitzat el 1801 i conservat actualment a la Reial Acadèmia de Belles Arts de San Fernando.
Es tracta d'un retrat de grans dimensions, encarregat per Manuel Godoy després de la seva victòria a la Guerra de les Taronges, que el va situar al màxim poder a Espanya després del rei Carles IV. Nascut a Castuera (Badajoz) el 1767, en poc temps s'havia fet d'una enorme influència sobre l'esposa del rei, Maria Lluïsa de Parma. També va arribar a emparentar amb la casa reial en casar-se amb la Comtessa de Chinchón, cosina del rei. Després de la Guerra del Francès, va acabar a la més absoluta pobresa i va morir exiliat a París, el 1851.
No era la primera vegada que Goya retratava el ministre. El 1794, quan era duc d'Alcudia, havia pintat un petit esbós eqüestre d'ell. El 1801 apareix representat a la cimera del seu poder, després d'haver vençut a la Guerra de les Taronges -la bandera portuguesa testimonia la seva victòria -, i ho pinta en campanya com Generalíssim de l'exèrcit i «Príncep de la pau», pomposos títols atorgats de resultes de la seva actuació a la guerra contra França.
El Retrat de Manuel Godoy mostra una caracterització psicològica incisiva. Figura com un arrogant militar que descansa de la batalla en posició relaxada, envoltat de cavalls i amb un fàl·lic bastó de comandament entre les seves cames. No sembla destil·lar gaire simpatia pel personatge i a aquesta interpretació es suma el que Goya podria ser partidari en aquesta època del Príncep d'Astúries, que després regnarà com Ferran VII, aleshores enfrontat al favorit del rei 
És habitual considerar que Goya conscientment degrada als representants del conservadorisme polític que retratava, però tant Glendinning com Bozal matisen aquest extrem. Sens dubte els seus millors clients es veien afavorits als seus quadres i a això devia l'aragonès gran part del seu èxit com a retratista. Sempre va aconseguir de dotar els seus retratats d'una aparença víva i una semblança que era molt estimada en la seva època. I és precisament als retrats reials on més obligat estava a guardar la dignitat dels seus protectors.
La pintura mostra a Godoy enlairat al cim del govern espanyol, sustentat indiscutiblement pels reis. Goya capta el favorit assegut amb una arrogant posició, contemplant les banderes portugueses que han estat captivades a l'exèrcit enemic.
La il·luminació crepuscular que utilitza Goya dota d'intensitat a la peça, convertint-la en mostra del control absolut que el pintor exerceix sobre els seus quadres. L'escena àulica que contemplem és característica, al costat de La família de Carles IV, de l'obra de Goya a la flor del segle xix.